# Crossodactylodes
Crossodactylodes – rodzaj płazów bezogonowych z podrodziny Paratelmatobiinae w rodzinie świstkowatych (Leptodactylidae).

## Zasięg występowania
Rodzaj obejmuje gatunki występujące w górach regionu Mata Atlântica oraz w górach Serra do Espinhaço w Brazylii.

## Systematyka

### Etymologia
Crossodactylodes: rodzaj Crossodactylus A.M.C. Duméril & Bibron, 1841; gr. -οιδης -oidēs „przypominający”.

### Podział systematyczny
Do rodzaju należą następujące gatunki:
- Crossodactylodes bokermanni Peixoto, 1983
- Crossodactylodes itambe Barata, Santos, Leite & Garcias, 2013
- Crossodactylodes izecksohni Peixoto, 1983
- Crossodactylodes pintoi Cochran, 1938
- Crossodactylodes septentrionalis Teixeira, Recoder, Amaro, Damasceno, Cassimiro & Rodrigues, 2013
- Crossodactylodes serranegra Santos, Pinheiro, Garcia, Griffiths, Haddad & Barata, 2023
- Crossodactylodes teixeirai Ferreira, Zocca, Carvalho & Santos, 2023